# 美人圖 (韓國電影)
《美人图》（：／ Miindo），2008年11月13日上映于韩国的古装爱情电影。

## 剧情
主要讲述了朝鲜王朝画家申润福一生为父报仇而女扮男装的故事。
申润福7岁就具有惊人的艺术水準，能够帮助哥哥完成哥哥所不能完成的水墨画，哥哥因自愧不如而自杀。父亲不幸冤死，临终前父亲把整个家族的希望都寄托于她的身上，于是她女扮男装跟从金弘道学习水墨画。因其出众的天资和高超的技艺，最终盛名超过了师傅金弘道。

## 演员陣容
| 演员   | 角色     | 备注                                                               |
| 金奎吏 | 申润福   | 朝鲜三大风俗画家之一。                                             |
| 金英浩 | 金弘道   | 申润福的师傅，後來愛上申潤福                                       |
| 金南佶 | 姜武     | 商人，无意间知晓了申润福是女儿身，并且爱上了她。后来被金弘道射死。 |
| 秋瓷炫 | 雪花     | 朝鲜妓女，因嫉妒而变坏。                                           |
| 韓明九 |          |                                                                    |
| 朴止一 |          |                                                                    |
| 權炳吉 |          |                                                                    |
| 全國煥 |          |                                                                    |
| 余鎬民 |          |                                                                    |
| 黃燦宇 |          |                                                                    |
| 金承勳 |          |                                                                    |
| 姜山   | 幼年潤福 |                                                                    |
| 李拉惠 |          |                                                                    |

## 獎項
- 2009年 第46屆大鐘獎 攝影獎